# مارتن إريكسون
مارتن إريكسون (بالسويدية: Martin Ericsson) مواليد 4 سبتمبر 1980 في السويد، هو لاعب كرة قدم سويدي يلعب مع هاكين كلاعب وسط.

## المسيرة الاحترافية

### أندية لعب لها
- نادي براغي
- نادي غوتبورغ
- نادي أوبه لكرة القدم
- نادي بروندبي
- نادي إلفسبورغ
- هاكين

## روابط خارجية
- مارتن إريكسون على موقع اتحاد السويد (السويدية)
- مارتن إريكسون على موقع قاعدة بيانات كرة القدم.إي يو (الإنجليزية)
- مارتن إريكسون على موقع ناشيونال فوتبول تيمز (الإنجليزية)
- مارتن إريكسون على موقع Soccerway.com (الإنجليزية)
- مارتن إريكسون على موقع عالم كرة القدم.نت (الإنجليزية)